# Adelle Onyango
Pour les articles homonymes, voir Onyango.
Adelle Onyango (née le 5 février 1989) est une présentatrice radio, militante sociale et personnalité médiatique kenyane. Elle a été sélectionnée comme l'une des 100 Women de la BBC de 2017 et l'une des meilleures femmes d'OkayAfrica en 2018.

## Enfance et éducation
Onyango est originaire du Kenya, mais elle a fréquenté un lycée au Botswana. En 2008, Onyango a été violée par un étranger à Westlands (en), Nairobi,. Depuis, elle a soutenu des causes pour soutenir les victimes de viol telles que la fondation de la campagne No Means No. Elle a étudié le journalisme et la psychologie à l'Université internationale des États-Unis en Afrique (en), où elle s'est spécialisée dans les relations publiques. Elle s'est toujours intéressée à la poésie, mais a estimé qu'il n'y avait pas assez d'espace pour elle et ses collègues artistes. Au cours de sa dernière année à l'université, elle a commencé une soirée de micro ouvert, où poètes et musiciens ont partagé leur travail. Alors qu'elle était encore à l'université, elle a été recrutée par Then One FM, une station de radio kenyane, et recrutée pour animer leur émission de radio à l'heure de transit (en). Elle a perdu sa mère à cause d'un cancer du sein en 2012, ce qui l'a motivée à s'impliquer dans des campagnes de sensibilisation et de traitement.

## Carrière
Onyango a travaillé comme présentatrice pour la station de radio kenyane Kiss FM Nairobi, où elle a présenté l'émission du petit déjeuner du samedi pendant sept ans. À Kiss FM, elle a commencé une émission du samedi soir où elle a joué de la musique africaine. Pendant son séjour à Kiss, elle est devenue une influenceuse des médias sociaux, ses followers se faisant appeler #TeamAdelle,. Elle a quitté Kiss FM en 2019.
Intel a annoncé qu'Onyango était l'une de leurs ambassadrices She Will Connect en 2015. À ce titre, elle a formé des femmes en Afrique à être plus confiantes en ligne et à utiliser Internet comme outil d'autonomisation. Elle s'est prononcée contre les trolls en ligne, « ... soyez meilleurs ou grandissez. Traitez vos problèmes internes au lieu de les projeter sur nous ». En 2016, Onyango a créé un programme de mentorat, la Sisterhood, qui offre un soutien aux femmes en Afrique. Grâce à No Means No et Sisterhood Onyango aide les femmes à accéder à des thérapies et à des maisons sûres, tout en offrant des cours de confiance aux victimes de viol,. Elle a travaillé pour défendre les femmes et les jeunes kenyans  et a lancé une nouvelle initiative, Unapologically African, en 2018. Dans le cadre de cet effort, elle a développé un programme d'expérience de travail pour les élèves du secondaire.
Elle a commencé le podcast Legally Clueless en 2019,.

### Prix et distinctions
Elle a été sélectionnée comme l'une des 100 Women de la BBC en 2017. En 2018, Onyango a été sélectionnée comme l'une des 100 meilleures femmes d'OkayAfrica. Elle était l'un des deux Kenyans, avec Peter Tabichi, inclus dans les 100 jeunes Africains les plus influents des Africa Youth Awards en 2019.